# Diemelsächsisches Bauernhaus

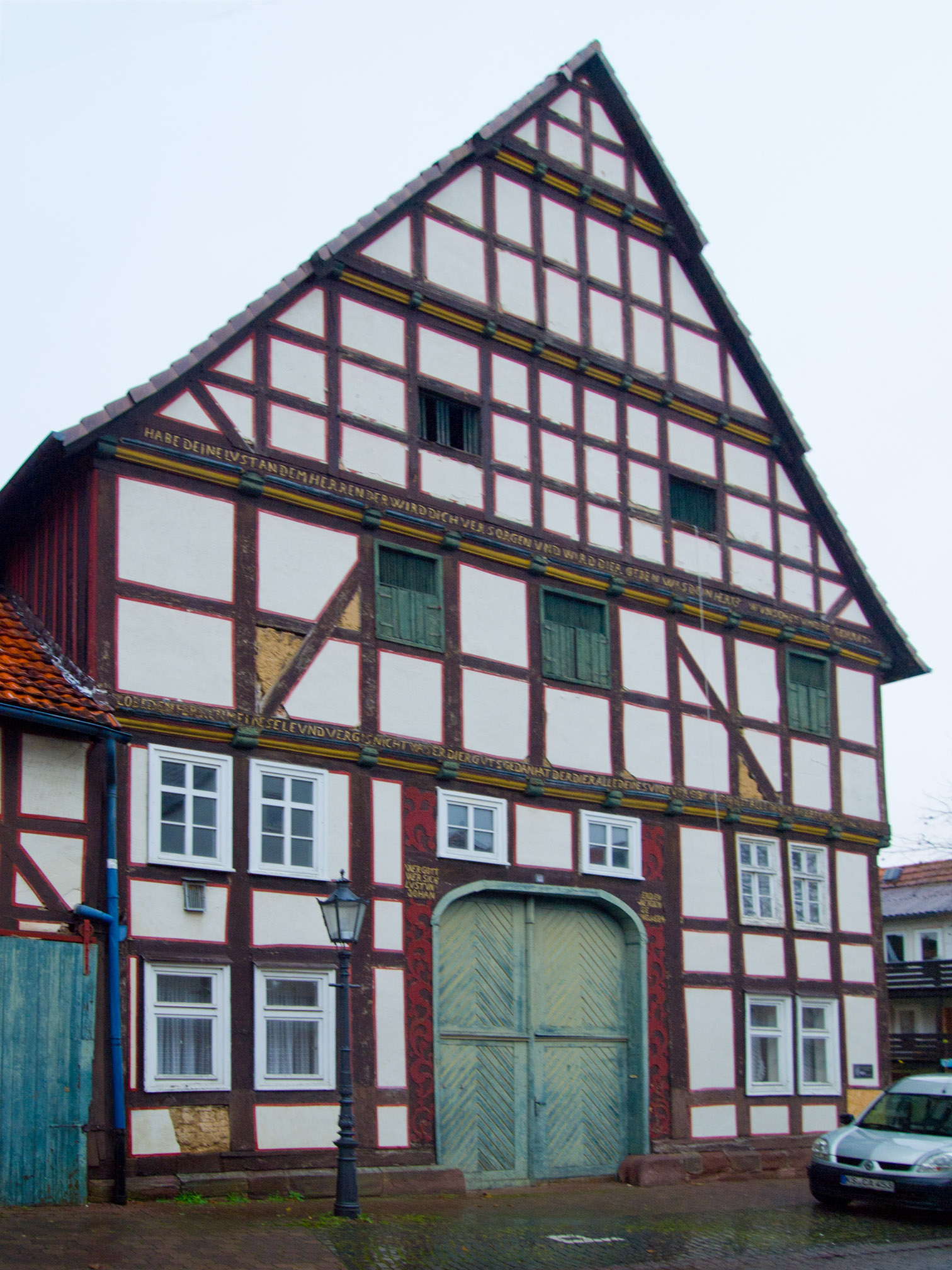
Diemelsächsisches Bauernhaus Petristraße 13 in Hofgeismar

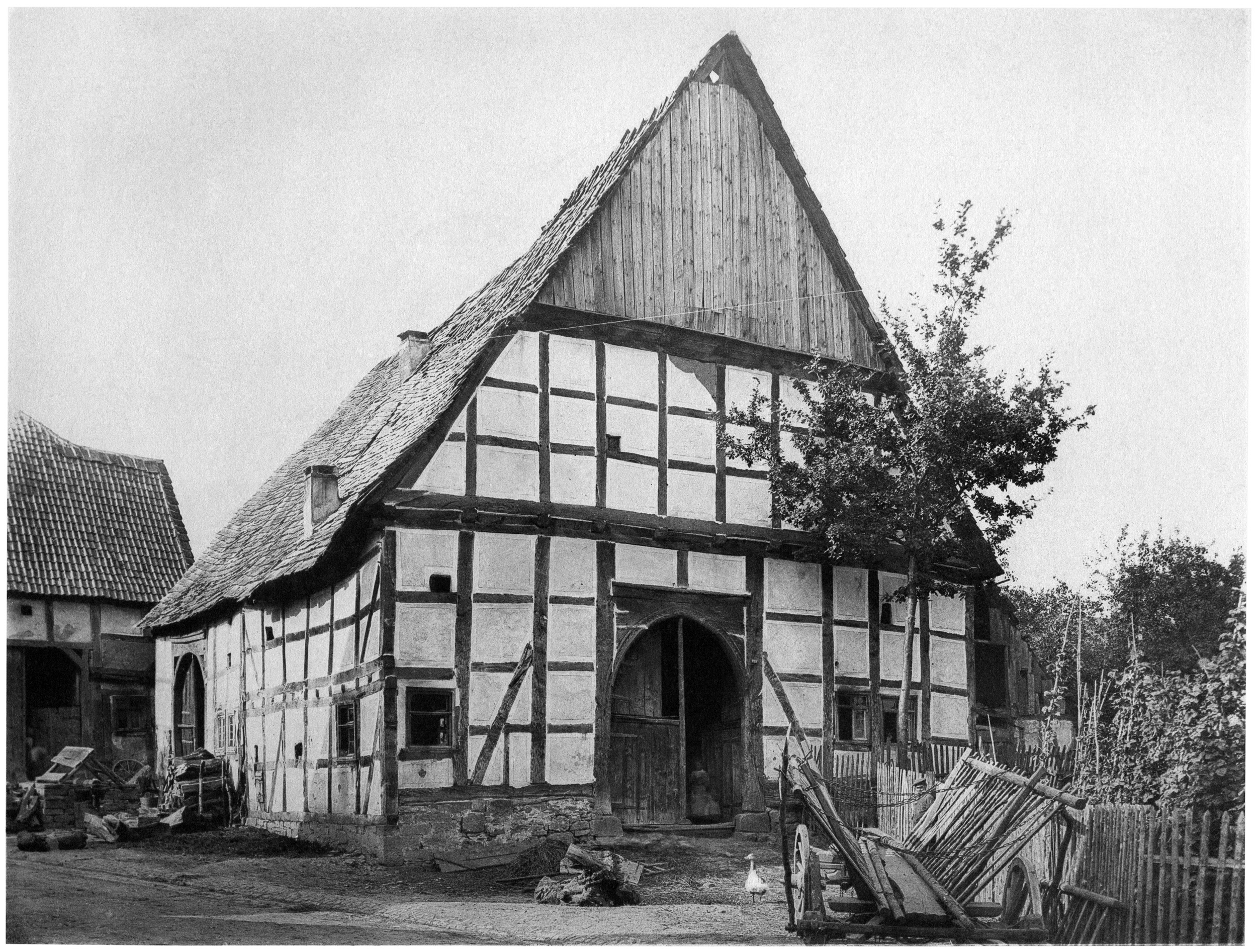
Bauernhaus in Hümme (1889)

Das Diemelsächsische Bauernhaus ist eine nordhessische Sonderform des Niederdeutschen Hallenhauses, die auch als Längsdielenhaus bezeichnet wird.

## Beschreibung
Das Diemelsächsische Bauernhaus ist meist zweigeschossig mit dreischiffigem Grundriss mit Mitteldiele, Wohn-, Stall- und Speicherbereich. Sonderformen, die selten vorkommen, sind Häuser mit zweischiffigem Grundriss und in Städten oft mit zweitem Obergeschoss mit Speichernutzung.
Im mittleren Schiff, der drei längs zum Dachfirst verlaufenden Schiffe, befindet sich die hohe, bis zum Dachfuß reichende Diele. Sie durchschneidet das Haus in seiner ganzen Länge und kann 10 bis 20 Meter lang, 4 bis 6 Meter breit und 5 bis 6 Meter hoch sein. Im hinteren Teil brannte anfänglich das offene Herdfeuer und auch die Viehstände waren zur Diele hin offen.
Die Diele war der Arbeitsplatz, wo gedroschen, geschlachtet und weitere Tätigkeiten verrichtet wurden. Die Erntewagen wurden hineingefahren und in den Dachraum entladen. Die Lage der Diele ist durch das hohe rund- bzw. segmentbogige Dielentor von außen gut sichtbar.
Die Räume im Obergeschoss erreichte man über in der Diele gelegene Treppen, die auf eine Galerie führten.
Im Laufe der Zeit verlagerte sich die Feuerstelle in die Mitte des Seitenschiffes, ebenso wurde die Stube zur Straße hin vorverlegt, sodass sie durch die Herdstelle der Küche beheizt wurde.
Die nächste Veränderung war die Abtrennung der Viehstände wie auch der Küche, damit blieb die Diele nur noch der bäuerliche Arbeitsraum.
Im Laufe des 17. Jahrhunderts wurden immer mehr die beiden Seitenschiffe an der Straßenseite zur Wohnnutzung verwendet. Die Wirtschaftsräume wurden nach hinten verlagert und oft nur in einem Seitenschiff untergebracht.
Im 19. Jahrhundert, als die letzten Diemelsächsischen Bauernhäuser errichtet wurden, fand die Verdrängung des Stalls aus dem Gebäude zu Gunsten der Wohnnutzung statt.
Im Giebel befanden sich kleine Lüftungslöcher, die für die notwendige Belüftung des zur Erntelagerung genutzten Dachraumes sorgten.

## Diemelsächsische Bauernhäuser
- Brückenstraße 25/27 (Gieselwerder)
- Steinweg 2 (Gieselwerder)
- Petristraße 13 (Hofgeismar)
- Petristraße 19 (Hofgeismar)
- Entengasse 8 (Hofgeismar)
- Lübecker Straße 22 (Hombressen)
- Waldstraße 24/25 (Hombressen)
- Hauptstraße 33 (Hümme)
- Hauptstraße 59 (Hümme)
- Hauptstraße 61 (Hümme)